# Erika Berger

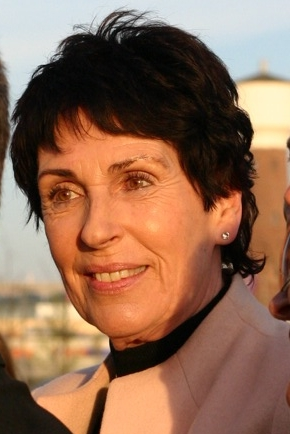
Erika Berger (2007)

Erika Berger (* 13. August 1939 in München; † 15. Mai 2016 in Köln) war eine deutsche Fernsehmoderatorin, Autorin und Sexualberaterin.

## Leben
Erika Berger wurde 1939 in München als Tochter einer Hausfrau und eines Kaufmanns geboren und wollte ursprünglich Schauspielerin werden. Nach dem Abitur begann sie auf Drängen der Eltern ein Studium der Betriebswirtschaft. Im Alter von 20 Jahren wurde sie schwanger und heiratete. Aus dieser Ehe, die 1969 geschieden wurde, stammen ein Sohn und eine Tochter.
Als Aushilfsservicekraft in einer Münchner Diskothek lernte Berger Richard Mahkorn (1943–2007) kennen, den späteren Chefredakteur der Zeitschriften Neue Revue und Quick. Das Paar heiratete 1974 und zog nach Hamburg. 1976 ging Berger zur Bild-Zeitung. Danach schrieb sie als Autorin für die Neue Revue und führte Interviews.
1987 begann sie bei RTL mit der Moderation der Sendung Eine Chance für die Liebe, in der sie Fragen des Publikums zu Sexualität beantwortete.

„[…] man muss die Dinge einfach beim Namen nennen, dann ist es nicht peinlich im Sinne von unfreiwillig komisch. Ein Penis ist nun mal ein Penis, fertig.“

Die Sendung polarisierte stark, Berger wurde u. a. mit Vorwürfen von Sexualtherapeuten konfrontiert, sie betreibe „Propaganda für den Seitensprung“. Währenddessen versuchte sie sich auch als Sängerin: 1990 erschien das Album Ich liebe dich mit deutschsprachigen Liedern, an denen Berger mitgeschrieben hatte. Ein Jahr zuvor war eine Dance-Single mit dem Titel Sex Is Fun des Studioprojekts Erotic Society veröffentlicht worden, bei der Berger als Gast mitwirkte. Ende 1991 folgte die Talkshow Der flotte Dreier. Ab Ende 1994 präsentierte sie das Tageshoroskop und spielte eine Reporterin in der Serie Scheidungsgericht. Ab Juni 2005 moderierte sie die Sendung Night Talk beim Spartensender Focus Gesundheit.
Ab 2009 wirkte Berger regelmäßig als Gast in der Fernsehshow Big Brother als Expertin bei den Liebesgeschichten in der Fernseh-WG mit. 2010 hatte sie einen Cameo-Auftritt in dem Film C.I.S. – Chaoten im Sondereinsatz und wirkte in der Sketch-Show Old Ass Bastards des Sender ProSieben mit. Ab 2013 betreute sie als Moderatorin die Sat.1-Show Flirten, Daten, Lieben. Im Februar 2015 nahm sie an der VOX-Sendung Promi Shopping Queen teil.

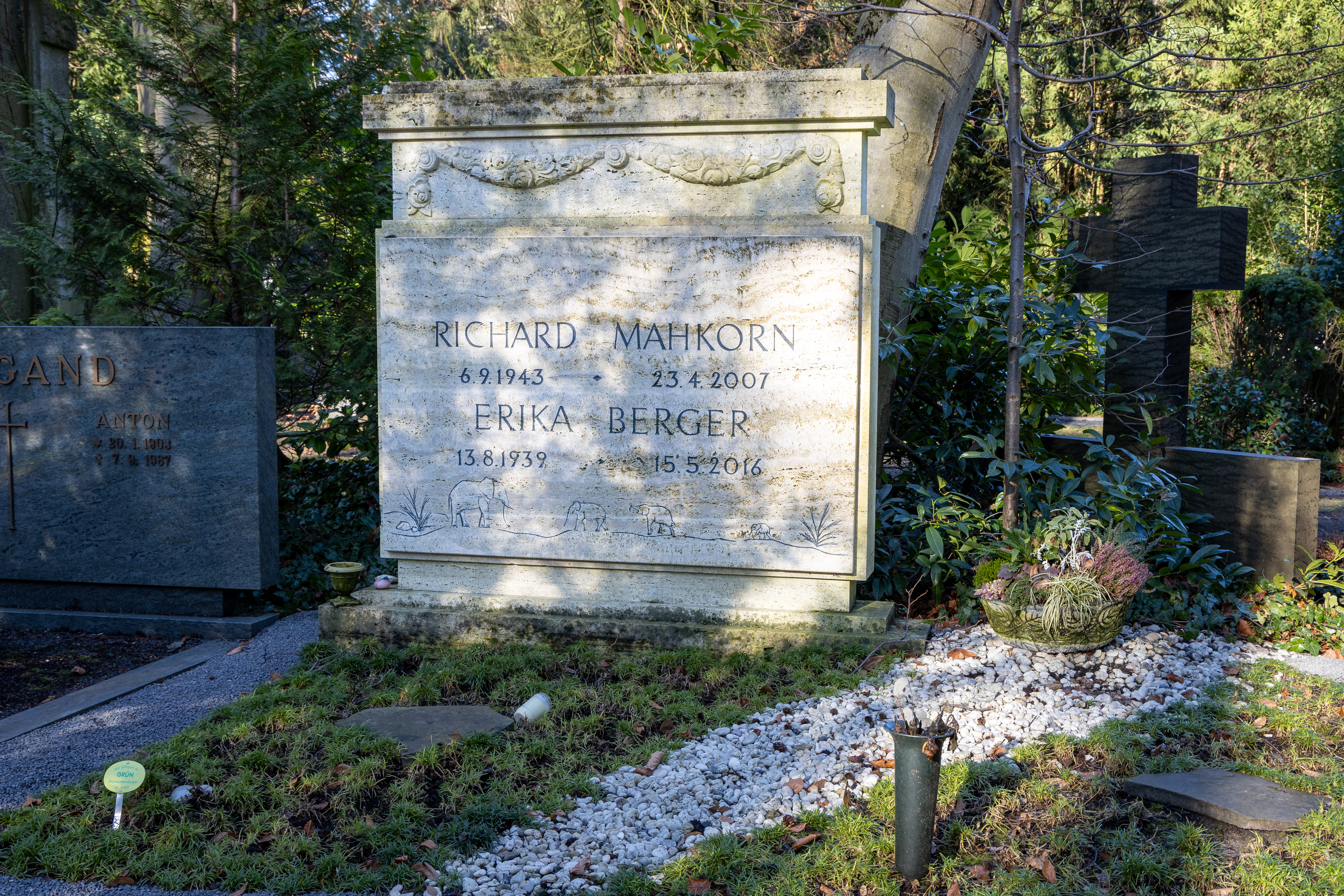
Das Grab von Erika Berger und ihrem Ehemann Richard Mahkorn.

Erika Berger starb im Mai 2016 im Alter von 76 Jahren in ihrer Wohnung im Kölner Friesenviertel. Sie wurde auf dem Kölner Melaten-Friedhof neben ihrem Mann Richard Mahkorn beigesetzt.

## Bücher (Auswahl)
- Der Bett-Knigge: vom Umgang mit dem geliebten anderen Geschlecht, Heyne, München 1986, ISBN 978-3-453-02368-0.
- Was Sie schon immer über Liebe wissen wollten: Ein Handbuch für die glückliche Partnerschaft Heyne, München 1987, ISBN 978-3-453-02432-8.
- Die neue Zärtlichkeit: Liebe ohne Angst Heyne, München 1988, ISBN 978-3-453-00701-7.
- Eine Chance für die Liebe: Das Buch zur Fernsehsendung, Goldmann, München 1989, ISBN 3-442-09686-3.
- Körpersprache der Erotik, Heyne, München 1993, ISBN 978-3-7205-1609-9.
- Power mit 50: Der Weg zu einem neuen Lebensgefühl, Lübbe, Bergisch Gladbach 1994.
- Lust statt Frust: Meine Wohlfühlformeln mvgVerlag, 2007.
- Spätes Glück: Liebe, Sex und Leidenschaft in reifen Jahren, mvgVerlag, 2008, ISBN 978-3-636-06359-5.
- Langenscheidt, Sex-Deutsch, Deutsch-Sex, Langenscheidt, 2009, ISBN 978-3-468-73222-5.